# Iglesia de San Miguel (Villardeveyo)

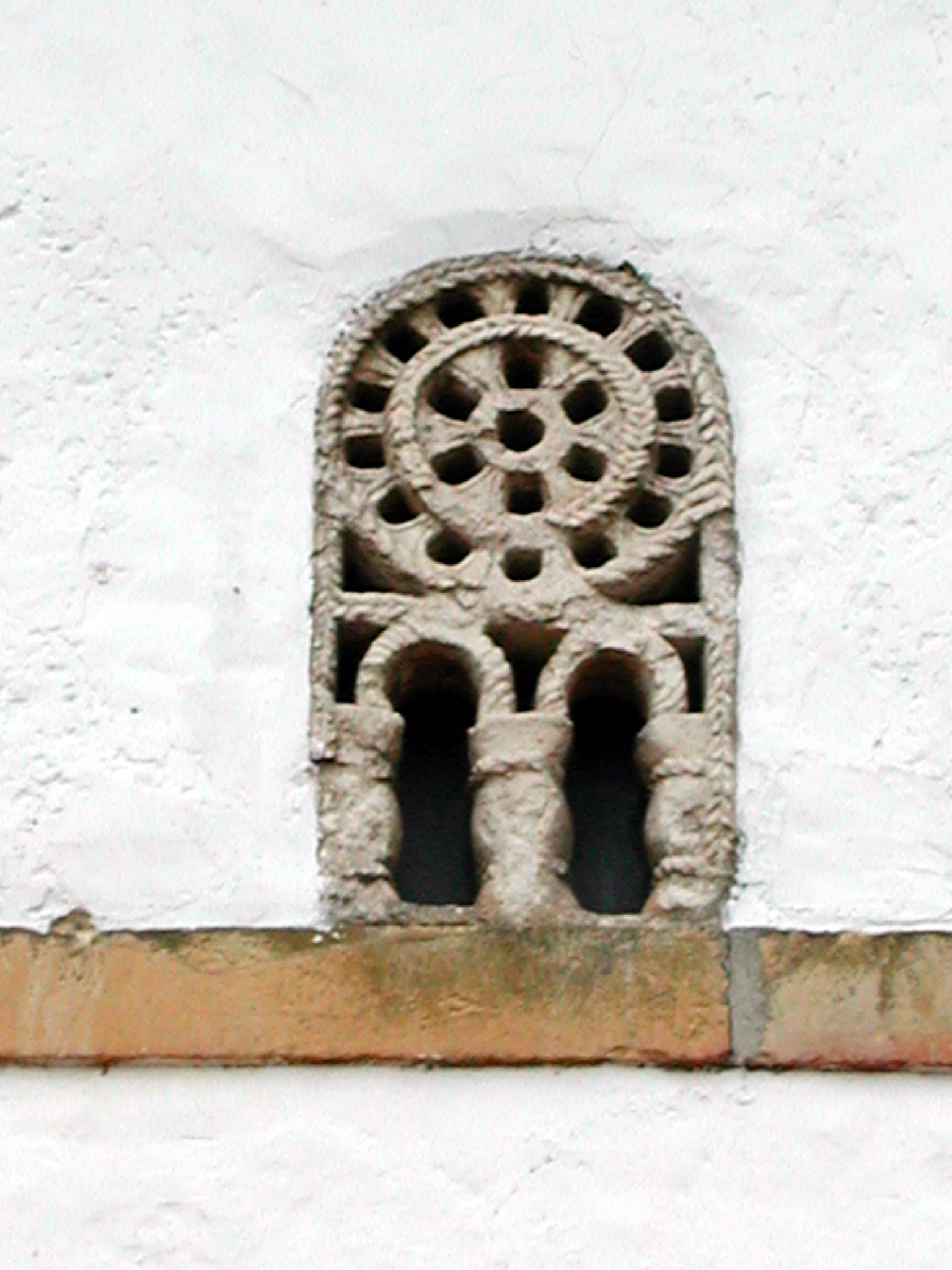
Celosía en el muro oriental.

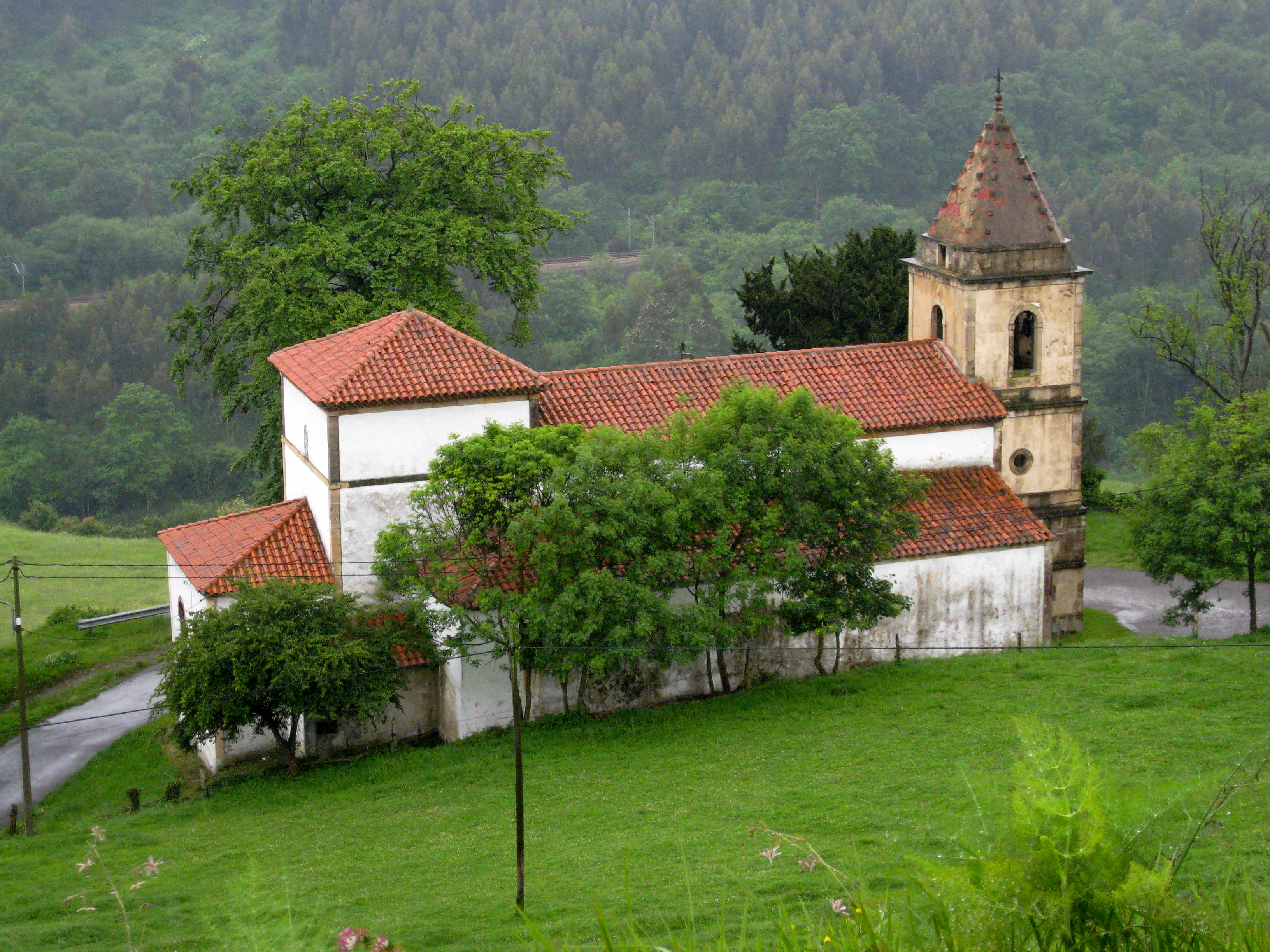
Vista norte de la iglesia.

La iglesia de San Miguel de Villardeveyo es una iglesia parroquial, fundada en el siglo IX o X, situada en la población de Veyo, parroquia de Villardeveyo, en el concejo asturiano de Llanera, España. La iglesia conserva una celosía, situada en su cabecera, de la época de su fundación.

## Patrimonio cultural
La iglesia, junto con la cercana casa rectoral, es un inmueble integrado en el Patrimonio Cultural del concejo de Llanera, dentro del apartado de patrimonio arquitectónico. También está incluida en el Inventario de Patrimonio Arquitectónico de Asturias.
Junto a la iglesia, al otro lado de la carretera que une Veyo con Villabona se halla un notable ejemplar de tejo, de alto valor paisajístico y cultural. El tejo, en buen estado finosanitario y sin daños aparentes, forma parte del patrimonio natural del concejo de Llanera.

## Historia
Su fundación se atribuye a Alfonso III en la versión del Obispo Pelayo, del siglo XII, del Cronicón del Obispo Sampiro de Astorga:

Alfonso III hizo también abundantes castillos y muchas iglesias, como aquí debajo está escrito: en el territorio legionense, Luna, Gordón y Alba. En Asturias Tudela y Gauzón. Dentro de Oviedo, el castillo y el palacio que está junto a él, y los palacios que están en el valle Boides, en Gijón. En Contrueces, la iglesia de Santa María y los palacios. En Veyo, la iglesia de San Miguel.
Obispo Pelayo-Cronicón del Obispo Sampiro de Astorga

En el Libro de los Testamentos, documento del 8 de agosto de 921, Ordoño II, dona a la iglesia de Oviedo una "villam que dicitur Vellio cum ecclesiis Sancti Michaelis", con lo que la iglesia es anterior a esa fecha, confirmando lo anteriormente dicho.
Bernardo Alonso Ablanedo, considerado el primer cronista de Llanera, en su Descripción del concejo de Llanera, de 1804, para el Diccionario geográfico-histórico de Asturias, de Francisco Martínez Marina, la describe como de tres naves chicas, fundada la de su medio sobre arcos con una altura aproximada de doce pies castellanos. También apunta que "denota ser obra gótica" y señala que no era de bastante capacidad para su vecindario, aunque lo habría sido cuando se erigió. Afirmaciones que más tarde recogió el propio Martínez Marina.
Canella y Quadrado la describen ya en ruinas:

Del siglo IX era la construcción del templo parroquial de San Miguel de Villardeveyo, destruido por el tiempo para lamentar la pérdida de una construcción gótico-romana anterior á la bizantina, ante cuyos ruinosos restos se complacieron Caveda, Quadrado y otros, que la alcanzaron en pié antes que en su perimetro se levantase nueva iglesia, borrando todo vestigio de la antigua.
Fermín Canella-Asturias

A media distancia entre Oviedo y Gijón la hundida iglesia de Villardoveyo presenta rasgos de aquella arquitectura romano-goda anterior á la bizantina, conservada en Asturias durante los tres siglos primeros de la monarquía de Pelayo;
 José María Quadrado-Recuerdos y bellezas de España: Asturias y León

Fue totalmente reconstruida en 1884, conservando una celosía labrada en piedra caliza blanca de una sola pieza, de dos arcos sobre columnillas en su parte inferior y rosetón en la parte superior. La celosía está situada en lo alto del muro testero.
El rosetón es muy similar a los existentes en la fachada oeste de San Miguel de Lillo y en la fachada meridional de San Martín de Argüelles, de filiación ramirense.
La iglesia sufrió los avatares de la Guerra Civil, siendo nuevamente modificada.

## Descripción
En la actualidad, el templo, de dos naves, tiene planta rectangular, pórtico lateral, cabecera cuadrada y torre campanario a los pies.
La torre tiene planta cuadrada y se encuentra rematada en chapitel y abierta en el bajo con tres arcos de medio punto.
Adosado a la fachada sur se encuentra el pórtico, que apoya sobre pies de madera. La sacristía se encuentra adosada a la cabecera.
La nave principal es más alta y más ancha que la otra, que se localiza en su lado norte.